# Daniel Tiger's Neighborhood
Daniel Tiger's Neighborhood (A vizinhança de Daniel Tigre) (conhecido nos países lusófonos como Daniel Tigre) é um programa infantil canado-estadunidense produzida por Fred Rogers Company, 9 Story Media Group e Out of the Blue Enterprises. Estreou no canal norte-americano PBS em 3 de setembro de 2012. O programa foi baseado no reino fictício Neighborhood of Make-Believe da série Mister Rogers' Neighborhood, criada por Fred Rogers. No Brasil, a série é exibida pelo Disney Junior e pela TV Brasil, e em Portugal, pelo Canal Panda e RTP2.

## Premissa
A série gira em torno de Daniel Tigre (Daniel Tiger na versão original), o filho de Daniel Striped Tiger de Mister Rogers' Neighborhood. A série também apresenta outros filhos dos personagens do mundo fictício Neighborhood of Make-Believe, tal como Katerina Kittycat (filha de Henrietta Pussycat), Elaina (filha de Lady Elaine Fairchild e Music Man Stan), O, a coruja (sobrinho de X, a coruja), Príncipe Wednesday (filho do Rei Friday da Rainha Sara Saturday, e também tem o seu irmão mais velho o Príncipe Tuesday). Cada episódio tem 11 minutos, o tema de cada um varia, como um tema sócio-emocional comum, uma decepção, tristeza ou raiva, ou de ser grato e agradecido.  O tema também usa uma frase motivada musical para reforçar o tema e ajudar as crianças a se lembrarem. A série foi coproduzida por Pittsburgh, e baseada nos personagens criados de Fred Rogers Company (anteriormente conhecido como Family Communications) e Out of the Blue Enterprises, a animação foi produzida no Canadá pela 9 Story Media Group e a música composta por Voodoo Highway Music & Post.
Em 2006, três anos após a morte de Fred Rogers, e após o fim da produção de Blue's Clues, A empresa Fred Rogers Company contactou Angela Santomero para perguntar que tipo de programa que ela iria criar para promover o legado de Rogers. Essa conversa levou à criação desta série Daniel Tiger's Neighborhood. PBS inicialmente encomendou 40 episódios, que foram transmitidos entre setembro de 2012 até fevereiro de 2014. PBS Kids renovou a série para uma segunda temporada de 25 episódios, que estreou em 18 de agosto de 2014.
O programa é destinado a crianças de idade pré-escolar. Seu conteúdo segue um currículo baseado no ensino de Fred Rogers e novas pesquisas sobre o desenvolvimento infantil.

## Prêmios e indicações
Daniel Tiger's Neighborhood ganhou e foi indicado para vários prêmios na radiodifusão infantil. Ganhou a prata, no Parents' Choice Award em 2013 e 2014, foi indicado para o Television Critics' Association Award for Outstanding Achievement in Youth Programming em 2013 e 2014, e em 2014 foi selecionado para o Prix Jeunesse Internacional.